# Качмарик Йосифа
Йосифа Качма́рик (справжнє прізвище — Якимова; нар. 10 березня 1890, Любачів — пом. близько 1937, Львів) — українська театральна акторка.

## Біографія
Народилася 10 березня 1890 року у місті Любачеві (нині Підкарпатське воєводство, Польща).
Упродовж 1906—1924 років (з перевами) працювала у Руському народному театрі у Львові; у 1921–1922 роках — у трупі Василя Коссака. Померла у Львові близько 1937 року.

## Ролі
- Степанида («Ой не ходи, Грицю, та й на вечорниці» Михайла Старицького);
- Марія Антонівна («Ревізор» Миколи Гоголя);
- Пані Кребс («В рідній сім'ї» Германа Зудермана).